# Rui Ângelo Araújo
Rui Ângelo Araújo (Pedras Salgadas, 22 de setembro de 1968) é um escritor e blogger português.
Fundou e dirigiu a revista literária, artística e crítica Periférica (2002-2006), com distribuição e impacto nacionais, publicação descrita pelo jornal espanhol El Mundo como «la mejor revista cultural lusa». Pelo seu trabalho como director da Periférica, foi uma das 30 personalidades escolhidas pela Comissão das Comemorações dos 30 Anos do 25 de Abril para, através de exemplos da geração que cresceu após a Revolução, ilustrar a evolução trazida pela democracia.
Anteriormente, tinha fundado e dirigido o Eito Fora – Jornal de Vilarelho (1998-2001), uma publicação cultural e satírica da região de Trás-os-Montes.
Tem quatro livros editados: a novela A Origem do Ódio - Crónica de Um Retiro Sentimental (2015) e os romances Os Idiotas (2013), Hotel do Norte (2017) e Villa Juliana (2021).
Publicou, em Maio de 2015, o conto "O Viaduto" na revista Granta Portugal n.º 5.

## Obras publicadas
- Os Idiotas (O Lado Esquerdo Editora, 2013, Romance)[7][8]
- A Origem do Ódio - Crónica de um Retiro Sentimental (Língua Morta, 2015, Novela)[9]
- Hotel do Norte (Companhia das Ilhas, 2017, Romance)[10][11]
- Villa Juliana (Língua Morta, 2021, Romance)[12]